# Bindungslehre
Als Bindungslehre (auch  Gewebetechnik bzw. Bindungstechnik) bezeichnet man in der Weberei die Lehre von der Systematik der Verkreuzungen von Kettfäden (Kette) und Schussfäden (Schuss) in Geweben, da eine Fadenverkreuzung als Bindung bezeichnet wird.

## Darstellung von Gewebebindungen

Patronenpapier im Originalzustand

Die Darstellung der Bindung in vereinfachter Form durch Farbfelder  auf dem sogenannten Patronenpapier bezeichnet man als Bindungspatrone. Das Patronenpapier ist in der Regel durch senkrechte und waagerechte Linien in kleine quadratische Felder aufgeteilt. Der Verlauf des Kettfadens wird zwischen zwei senkrechten Linien, der des Schussfadens zwischen zwei waagerechten Linien dargestellt. Der Kreuzung (Bindung) der Fäden entspricht somit ein quadratisches Feld. Das Feld wird farblich ausgefüllt, wenn der Kettfaden über dem Schussfaden liegt. Umgekehrt bleibt es leer.
Üblicherweise werden die Kettfäden von links nach rechts, die Schussfäden von unten nach oben (entsprechend der Sicht des Webers auf den Ablauf des Webprozesses) nummeriert. Die kleinste Anzahl von Kett- und Schussfäden, die nötig sind, um das Bindungsmuster erkennbar darzustellen, bezeichnet man als Bindungsrapport. Er wird im Bindungsbild meist gegenüber den anderen, wiederholten Bindungspunkten abgegrenzt. Die Rapportgröße wird in Zahlen ausgedrückt, wobei die erste Zahl die erforderlichen Kettfäden, die zweite die Schusszahl, d. h. bei einem Rapport 12:8 wiederholt sich das Bindungsbild nach 12 Kettfäden und 8 Schussfäden. Bei gleicher Fadenzahl in Kett- und Schussrichtung im Rapport, z. B. bei je 5 Fäden, nennt man die Bindung z. B. 5-bindig.

## Bindungsarten
Bindungen aus einer Kette und einem Schuss, auch als einflächige Gewebebindungen bezeichnet, werden wie folgt eingeteilt:
- Grundbindungen
- Abgeleitete Bindungen
- Zusammengesetzte Bindungen.[8]

### Grundbindungen
Die drei Grundbindungen, die zu den systematisch aufgebauten Bindungen mit wiederkehrendem Bindungsrapport gehören, sind folgende:

#### Leinwandbindung

Bindungspatrone für eine Leinwandbindung, 2-bindig

Die Leinwandbindung ist die ursprünglichste und einfachste Bindungsart, die sich aus dem Flechten entwickelt hat. Jeder Kettfaden liegt abwechselnd über und unter einem Schussfaden und jeder Schussfaden abwechselnd über und unter einem Kettfaden. Beide Seiten eines in Leinwandbindung gewebten Stoffes sehen gleich aus.

#### Köperbindung

Bindungspatrone für eine Köperbindung, 4-bindig (3-bindige Darstellung würde genügen)

Die Köperbindung hat einen Bindungsrapport von mindestens drei Kettfäden und drei Schussfäden und zeichnet sich durch einen erkennbaren diagonal verlaufenden Köpergrat aus, der sich aus den diagonal aneinander reihenden Bindungspunkten ergibt.

#### Atlasbindung

Bindungspatrone für eine Atlasbindung, 5-bindig

Die Atlasbindung hat einen Bindungsrapport von mindestens fünf Kettfäden und fünf Schussfäden. Jeder Kettfaden hat innerhalb dieses Rapports nur einen Bindungspunkt und die Steigungszahl, d. h. diejenige Anzahl von Schussfäden, um die ein Bindungspunkt auf dem nächstfolgenden Kettfaden hochrückt, muss größer als eins sein.

### Abgeleitete Bindungen
Abgeleitete Bindungen entstehen durch die Weiterentwicklung von Grundbindungen. Dazu können zusätzlich Kettfadenhebungen und/oder – senkungen angeordnet sowie Versatzzahlen angewendet werden, die bei Grundbindungen nicht zulässig sind. Abgeleitet Grundbindungen können ebenfalls durch Zusammensetzen, Verdoppeln, Weglassen, Spiegeln oder Drehen von Bindungen oder Bindungsteilen erhalten werden.

#### Ableitungen der Leinwandbindung
- Ripsbindungen
- Panamabindungen

#### Ableitungen der Köperbindung
- Steil- und Flachgratköperbindungen
- Spitzgratköperbindungen oder Zickzackköperbindungen
- Durchbrochene Köperbindungen
- Kreuzköperbindungen

Bindungspatronen dazu siehe unter Köperbindung

#### Ableitungen der Atlasbindung
- Versetzte Atlasbindungen ohne Rapporterweiterung
- Versetzte Atlasbindungen mit Rapporterweiterung[11]

### Zusammengesetzte Bindungen
Durch Zusammensetzen verschiedener Bindungen oder gleicher Bindungen mit Kett- und Schusswirkung kann man in vielfältiger Weise mustern.
Es können folgende Effekte erzielt werden:
- Flächenstrukturen
- Diagonalstrukturen
- Längs- oder Querstreifen
- Karierungen
- Musterungen nach Motiven.

## Kurzkennzeichnung von Gewebebindungen
Systematisch aufgebaute Bindungen können alphanumerisch gekennzeichnet werden, wodurch sich häufig eine zeichnerische Darstellung erledigt. Die alten Bindungskurzzeichen, die allerdings auch bis heute vor allem in der Handweberei noch genutzt werden, bestehen aus zwei oder drei Teilen. Der erste Teil ist ein Kennbuchstabe für die Bindungsgruppe, z. B. K für Köperbindung oder A für Atlasbindung. Der zweite Teil gibt die Bindeweise eines Kettfadens an. Über einem waagerechten Querstrich, heute meist einem Schrägstrich, werden  von links nach rechts die Ketthebungen, unter ihm nach rechts versetzt die Kettsenkungen aufgeführt; so zum Beispiel ist das Bindungskurzzeichen für einen 4-bindigen Schussköper {\displaystyle {\text{K}}{\tfrac {1\ }{\ 3}}} und für 5-bindigen Schussatlas {\displaystyle {\text{A}}{\tfrac {1\ }{\ 4}}}, wie sie beide in den obigen Bindungspatronen zu sehen sind. Der dritte Teil ist für Ergänzungen vorgesehen, z. B. wird beim Köper entsprechend der Richtung des Grat-Verlaufs ein Z oder S zugefügt. Ein Z wird beigefügt, wenn der Grat dem Verlauf des Mittelteils des Z, ein S, wenn er dem Mittelteil des S entspricht. Für den weiter oben angeführte 4-bindige Schussköper würde das vollständige Bindungskurzzeichen also {\displaystyle {\text{K}}{\tfrac {1\ }{\ 3}}{\text{Z}}}  lauten.
Da diese Art der Bindungskurzzeichen nicht mehr für die internationale Normung und die computergestützte Steuerung geeignet waren, wurde die genannte Norm durch eine ersetzt, die einen Code für das Bindungskurzzeichen für Grundbindungen von Geweben  und deren einfache Ableitungen festlegte. Das Bindungskurzzeichen besteht aus vier zweistelligen Nummernteilen, die durch einen Mittelstrich voneinander getrennt sind. Die Nummernteile enthalten folgende Merkmale der Gewebe:
- erster Teil: Bindungsart (Leinwand 10, Köper 20, Atlas 30)
- zweiter Teil: Ketthebungen und Kettsenkungen
- dritter Teil: die Fädigkeit (die nebeneinander gleichbindenden Kettfäden)
- vierter Teil: Versatzzahl (gibt den Versatz entsprechend der Bindungszeichnung an)

Das Bindungskurzzeichen für den oben angegeben 4-bindigen Schussköper lautet entsprechend  dieser Codierung. 20-01 03-01-01 und für 5-bindigen Schussatlas 30-01 04-01-02.